# Sent Paul lo Fred
Sent Paul lo Fred (en francès Saint-Paul-le-Froid) és un municipi francès situat al departament del Losera i a la regió d'Occitània.